# Onthophagus pseudosellatus
Onthophagus pseudosellatus là một loài bọ cánh cứng trong họ Bọ hung (Scarabaeidae).